# Whitney (Texas)
Pour les articles homonymes, voir Whitney.
Whitney est une ville située à l'ouest du comté de Hill au Texas, aux États-Unis,.

## Démographie
Lors du recensement de 2010, la ville comptait une population de 2 087 habitants. Elle est estimée, en 2016, à 2 090 habitants.

### Source de la traduction
- (en) Cet article est partiellement ou en totalité issu de l’article de Wikipédia en anglais intitulé « Whitney, Texas » (voir la liste des auteurs).